# Enter the Wu-Tang (36 Chambers)
Enter the Wu-Tang (36 Chambers) (в переводе с англ. — «Знакомство с Wu-Tang (36 ступеней)») — дебютный студийный альбом американской хип-хоп группы Wu-Tang Clan, выпущенный 9 ноября 1993 года на лейбле Loud Records. Альбом записывался с 1992 по 1993 год на студии Firehouse в Нью-Йорке, мастеринг был произведён на студии The Hit Factory. Альбом был практически полностью спродюсирован негласным лидером группы, RZA. Взяв за основу отрывки из фильмов о боевых искусствах и семплы соул музыки, он создал тяжёлые и мрачные инструменталы. Название альбома является отсылкой к фильму The 36th Chamber of Shaolin (1978).
Характерное звучание Enter the Wu-Tang (36 Chambers) стало шаблоном для хардкор-хип-хопа 1990-х и помогло вернуть известность нью-йоркскому хип-хопу. Оно также сильно повлияло на звучание современного хип-хопа. Тексты песен, откровенные, юмористические, основанные на свободных ассоциациях, стали примером для целого поколения рэперов. Являясь основным альбомом эпохи, названной Ренессансом Восточного побережья, он открыл дорогу для ряда других музыкантов Восточного побережья, среди которых Nas, The Notorious B.I.G., Mobb Deep и Jay-Z.
Несмотря на жёсткое, андерграундное звучание, альбом имел неожиданный коммерческий успех, поднявшись на 41-ю строчку Billboard 200. В 1995 году альбом был сертифицирован RIAA как платиновый. Альбом получил положительные отзывы критиков. Enter the Wu-Tang (36 Chambers) считается многими критиками одним из важнейших альбомов 90-х и одним из лучших хип-хоп альбомов всех времён. В 2020 году журнал Rolling Stone поместил альбом на 27-е место в списке 500 величайших альбомов всех времён.

## Предыстория
В конце 1980-х двоюродные братья Роберт Диггз (под псевдонимом Prince Rakeem или The Scientist), Гэри Грайс (под псевдонимом The Genius) и Рассел Джонс (под псевдонимом The Specialist) основали группу Force of the Imperial Master, также известную как All in Together Now Crew. Они не были подписаны на мэйджор-лейбл, но стали достаточно успешными в нью-йоркской рэп-сцене. Популярный в то время рэпер Биз Марки отметил их композицию «All In Together Now». По состоянию на 1991 год The Genius и Prince Rakeem были подписаны на разные лейблы. The Genius выпустил в 1991 году альбом Words from the Genius на лейбле Cold Chillin’ Records, Prince Rakeem в том же году выпустил Ooh I Love You Rakeem на лейбле Tommy Boy Records. Однако позже обоих выгнали с их лейблов. Озлобившись, они взяли новые псевдонимы (The Genius стал GZA, а Prince Rakeem стал RZA) и стали думать, что делать дальше. В книге The Wu-Tang Manual RZA так описывает эту ситуацию:

[Tommy Boy] решили подписать House of Pain вместо нас. Когда они меня выгнали, я думал: «Чёрт, они выбрали какую-то кучу белого дерьма вместо меня». Я чувствовал себя одураченным.
Оригинальный текст (англ.)[Tommy Boy] made the decision to sign House of Pain over us. When they dropped me, I was thinking, 'Damn, they chose a bunch of whiteboy shit over me.' I felt bamboozled.

RZA начал сотрудничать с Деннисом Коулзом, рэпером со Стэтен-Айленда, более известным под псевдонимом Ghostface Killah. Вместе они решили создать «хип-хоп клан, основанный на восточной философии, почерпнутой из фильмов о кунг-фу, разбавленных учениях Нации ислама, которые [Ghostface] почерпнул на улицах Нью-Йорка, и комиксах».
Помимо этого RZA сотрудничал с Inspectah Deck, Raekwon, U-God и Method Man, которые жили в одном районе. RZA приходил на улицу, где Inspectah Deck и U-God продавали крэк, и слушал рифмы, которые они сочиняли в свободное время. Позже он предложил им принять участие в группе, о чём рассказывает сам Inspectah Deck:

RZA сказал: «Парни, вы [пишете тексты] ради забавы каждый день, но готовы ли вы заняться этим по-настоящему?». И он рассказал свой детально проработанный план. В тот момент я не до конца понимал этот план, но с его помощью я смог понять, поскольку он был сильно уверен в нём. В конечном итоге, наши встречи с RZA и U-God’ом стали основой Wu-Tang Clan, с остальными парнями позже присоединившимися к нам. Нам не нужно было собираться и формировать группу, мы, в общем-то, и так уже были все вместе.
Оригинальный текст (англ.)RZA said: "You guys do this for fun every day, but are you ready to do this shit for real?" And he put this elaborate vision on the table. I wasn't even able to see it at that point, but I saw it through him, because he was so sure of it. Eventually, me hooking up with RZA and U-God every day is what formed the Wu-Tang Clan, with all the other guys who were making their way in. We didn't have to come together and form a group, we was really already there the whole time.

Так сформировался оригинальный состав Wu-Tang Clan из восьми человек: RZA, GZA, Ol’ Dirty Bastard, Ghostface Killah, Inspectah Deck, Raekwon, Method Man и U-God. Девятый участник, Masta Killa, присоединился к группе позже, незадолго до выхода Enter the Wu-Tang (36 Chambers), и на альбоме он был только в треке «Da Mystery of Chessboxin’».

## Запись
Работа над альбомом началась в 1992 году. Запись альбома проходила на студии Firehouse Studios, мастеринг провёл Крис Герингер (англ. Chris Gehringer) на нью-йоркской студии The Hit Factory. Из-за нехватки средств группа была вынуждена записывать альбом в небольшой по размеру студии, в которой не хватало места, когда в ней собиралась вся группа. За право появиться на треках альбома участники группы должны были сразиться: для каждого трека между участниками группы проводился рэп-баттл, победитель которого получал право зачитать свой куплет для данного трека. Во время данных баттлов был создан трек «Meth Vs. Chef», баттл между Method Man’ом и Raekwon’ом. Он не попал на альбом, но позже был выпущен на дебютном альбоме Method Man’а Tical.

## Релиз
Записав вместе первую композицию, «Protect Ya Neck», группа отправилась в различные звукозаписывающие компании, однако все они проигнорировали демозапись группы. Тогда RZA решил действовать иначе: он собрал с каждого участника группы по 100 долларов, на которые были отпечатаны 500 виниловых пластинок с синглом. Этот сингл, «Protect Ya Neck» с «After The Laughter Comes Tears» (альбомная версия была переименована в «Tearz») на стороне «B», был выпущен в 1992 году. Группа проехала от Вирджинии до Огайо, продавая его напрямую «с машины», магазинам и радио-диджеям. Трек «Protect Ya Neck» стал региональным хитом, после чего лейблы, ранее отвернувшиеся от группы, захотели сотрудничать с ними. Однако на тот момент группа уже сама могла выбирать, с кем подписывать контракт. В конечном итоге выбор остановился на лейбле Loud Records — небольшом (на тот момент) независимом лейбле, распространявшем альбомы через лейбл RCA Records. Глава Loud Records, Стив Рифкинд (англ. Steve Rifkind), предложил группе беспрецедентный на тот момент контракт: группа получала меньше денег авансом, но взамен получала полную свободу и участники группы могли подписывать контракты на выпуск сольных альбомов с другими лейблами. Wu-Tang согласились и подписали контракт. Расчёт RZA был на то, что у группы не будет конкуренции, поэтому для Enter the Wu-Tang (36 Chambers) и сольных альбомов участников группы были выбраны лейблы, на которых хип-хоп музыканты были слабо представлены.
В 1993 году сингл «Protect Ya Neck» был перевыпущен, но уже с треком «Method Man» на стороне «B». Трек «Method Man» попал в ротацию на радио, во многом благодаря запоминающемуся припеву («M-E-T-H-O-D… Man»), исполненному на манер популярной в 80-х композиции «Method of Modern Love» дуэта Hall & Oates. Он также смог попасть в музыкальные чарты: в Billboard Hot 100 он достиг 69-й строчки, а в Hot Rap Tracks — 17-й.
Вторым синглом с альбома и первым синглом, выпущенным после подписания контракта с Loud Records, стал трек «C.R.E.A.M.». Он рассказывает о трудностях жизни за чертой бедности и желании разбогатеть любой ценой. «C.R.E.A.M.» стал самым успешным синглом группы, поднявшись на 60-ю строчку Billboard Hot 100, восьмую строчку Hot Rap Tracks и возглавив чарт Hot Dance Music/Maxi-Singles Sales.
«Can It Be All So Simple» стал третьим синглом с альбома. Он не смог попасть в Billboard Hot 100, но поднялся на 24-ю позицию в Hot Rap Tracks. Ремикс на данный трек был выпущен на дебютном альбоме Raekwon’а Only Built 4 Cuban Linx… в 1995 году.
Enter the Wu-Tang (36 Chambers) был выпущен в США 9 ноября 1993 года. У ряда критиков были сомнения относительно продаж альбома, во многом из-за его жёсткого, андерграундного звучания. Музыкальный критик Touré в своей рецензии для журнала Rolling Stone писал: «Это не тот хип-хоп, который вы можете увидеть в чартах Billboard, но вы точно услышите его из проезжающего джипа в правильных районах». Несмотря на это, альбом ждал коммерческий успех. Альбом поднялся на 41-ю строчку Billboard 200 и на восьмую строчку Top R&B/Hip-Hop Albums. В 1995 году альбом был сертифицирован RIAA как платиновый. Всего по состоянию на 2015 год в США было продано 2,4 млн экземпляров альбома. В качестве одной из причин коммерческого успеха альбома называется негласный лидер группы, RZA. По словам Стива Рифкинда, главы лейбла Loud, RZA приходил в офис лейбла каждый день с блокнотом, полным идей, в числе которых были список радиостанций, с которыми им стоит сотрудничать, и список мест, где стоит проводить промоакции:

Одной из причин, почему Wu-Tang отличались от всех остальных, был RZA и он был значительно умнее остальных. RZA приходил каждый день в 6 часов вечера с жёлтым блокнотом из 27 строк, 27 идей, которые стоит выполнить. Если строк было 85, я одобрял 80 из них. В один день он спросил меня: «Почему вы постоянно говорите „да“ на все мои идеи? Вы что, боитесь меня?». Я посмотрел на него и сказал: «Почему я должен бояться? Просто во всех твоих словах есть смысл».
Оригинальный текст (англ.)What made [the Wu] different from everyone else was that they had RZA, and he was so much smarter than everybody else. RZA would come every night at 6 o’clock with a yellow legal pad with 27 lines, with 27 things to do. If it was 85 lines, I would say yes to 80 of them. Then one day he was like, ‘Why are you saying yes to all of them? Are you scared?’ I’m looking at him like, ‘Why would I be scared? Everything that you’re saying makes sense.’

На шесть треков с альбома были сняты клипы: «Protect Ya Neck», «C.R.E.A.M.», «Can It Be All So Simple», «Method Man», «Da Mystery of Chessboxin’» и «Wu-Tang Clan Ain’t Nuthing ta F’ Wit». По мере роста популярности группы росло и качество клипов. Если клип на «Protect Ya Neck» напоминал любительское кино, то более поздние клипы уже были срежиссированы Хайпом Уильямсом — начинающим (на тот момент) режиссёром и сценаристом, позже работавшим со многими музыкантами, среди которых Бейонсе, Busta Rhymes, Lil Jon и Канье Уэст. Клипы группы практически не транслировались на популярном в то время телеканале MTV, однако находились в ротации нескольких других кабельных телеканалов, среди которых The Box и BET с их музыкальным блоком Rap City. По словам Остина Банна из Wired, успех Enter the Wu-Tang (36 Chambers), получившего небольшую ротацию, во времена, когда все популярные альбомы получали широкую ротацию, можно считать историческим событием.

## Критика
Enter the Wu-Tang (36 Chambers) был положительно принят современными критиками. В статье для The Source , The Ghetto Communicator написал: «Эта запись суровая, но таков же мир, в котором мы живем». Туре был менее восторжен в Rolling Stone , похвалив звучание альбома, но отметив, что «Wu-Tang ... больше шифры, чем мастерские творения. Отказываясь превращать себя в товар, они оставляют пустым конечный холст — себя». Он добавил: «Это хип-хоп, который вы не найдете в чартах Billboard , но вы услышите его гул из стереосистем Jeep во всех правильных районах»
По мимо признания критиков,альбом забрался на 41 место в   чарте Billboard 200 и восьмого места в чарте Billboard 's Top R&B/Hip-Hop Albums 

### Ретроспектива
Enter the Wu-Tang стал одним из самых высоко оцененных альбомов в хип-хопе.  Первоначально альбом получил оценку 4,5 микрофона из 5 в журнале The Source в 1994 году, однако в более позднем выпуске журнала ему была присвоена классическая оценка 5 микрофонов.В 2003 году Rolling Stone назвал альбом одним из « 500 величайших альбомов всех времен », утверждая, что «хип-хоп Восточного побережья вернулся в 1993 году».  Позже журнал включил его в список «Необходимых альбомов 90-х» и «100 лучших дебютных альбомов всех времен».The Source назвал Enter the Wu-Tang одним из «100 лучших рэп-альбомов», а также назвал «Protect Ya Neck/ Method Man » и «CREAM» среди «100 лучших рэп-синглов».MTV объявил его одним из «Величайших хип-хоп-альбомов всех времен».Blender включил альбом в список «500 CD, которые вы должны иметь»
| Оценки критиков               | Оценки критиков |
| Источник                      | Оценка          |
| ----------------------------- | --------------- |
| Allmusic                      | [ 31 ]          |
| Encyclopedia of Popular Music | [ 32 ]          |
| Entertainment Weekly          | A               |
| The Great Rock Discography    | 8/10            |
| Роберт Кристгау               | (A−)            |
| Rolling Stone                 | [ 15 ]          |
| The Rolling Stone Album Guide | [ 35 ]          |
| Spin Alternative Record Guide | 8/10            |

## Список композиций
| №   | Название                               | Исполнители | Продюсеры              | Сэмплы | Длитель- ность |
| --- | -------------------------------------- | --- | ---------------------- | --- | -------------- |
| 1   | «Bring da Ruckus»                      | - Припев: RZA - Первый куплет: Ghostface Killah - Второй куплет: Raekwon - Третий куплет: Inspectah Deck - Четвёртый куплет: GZA | RZA                    | - Melvin Bliss — «Synthetic Substitution» - Ralph Vargas и Carlos Bess — «CB#2» - Диалог из фильма «Шаолинь и Удан» - Диалог из фильма «Десять тигров из Квантуна»                              | 4:10           |
| 2   | «Shame on a Nigga»                     | - Интро: Raekwon - Припев и первый куплет: Ol’ Dirty Bastard - Второй куплет: Method Man - Третий куплет: Raekwon - Четвёртый куплет: Ol’ Dirty Bastard | RZA                    | - Телониус Монк — «Black and Tan Fantasy» - Syl Johnson — «Different Strokes» - Диалог из фильма «Шаолинь и Удан»                                                                               | 2:57           |
| 3   | «Clan in da Front»                     | - Интро: RZA - Припев/куплеты: GZA | RZA                    | - Телониус Монк — «Ba-Lue Bolivar Ba-Lues-Are» - The New Birth — «Honeybee» - The Jackson 5 — «The Love You Save» - Melvin Bliss — «Synthetic Substitution» - Диалог из фильма «Шаолинь и Удан» | 4:33           |
| 4   | «Wu-Tang: 7th Chamber»                 | - Интро: Raekwon, Method Man, Ghostface Killah, U-God, Inspectah Deck - Первый куплет: Raekwon - Второй куплет: Method Man - Третий куплет: Inspectah Deck - Четвёртый куплет: Ghostface Killah - Пятый куплет: RZA - Шестой куплет: Ol’ Dirty Bastard - Седьмой куплет: GZA                                                   | RZA                    | - Dr. Lonnie Smith — «Spinning Wheel» - The Charmels — «As Long as I’ve Got You» - Отис Реддинг — «Down in the Valley» - Диалог из фильма «Шаолинь и Удан»                                      | 6:05           |
| 5   | «Can It Be All So Simple»              | - Интро: RZA и Raekwon - Припев: Raekwon и Ghostface Killah - Первый куплет: Raekwon - Второй куплет: Ghostface Killah | RZA                    | - Gladys Knight & the Pips — «The Way We Were / Try to Remember» - Лаби Сиффре — «I Got The…»                                                                                                   | 6:53           |
| 6   | «Da Mystery of Chessboxin’»            | - Припев: Method Man - Первый куплет: U-God - Второй куплет: Inspectah Deck - Третий куплет: Raekwon - Четвёртый куплет: Ol’ Dirty Bastard - Пятый куплет: Ghostface Killah - Шестой куплет: Masta Killa | RZA, Ol’ Dirty Bastard | - Отис Реддинг и Карла Томас — «Tramp» - Диалог из фильма «Шаолинь и Удан» - Диалог из трейлера к фильму «Пятеро ядовитых»                                                                      | 4:48           |
| 7   | «Wu-Tang Clan Ain’t Nuthing ta F’ Wit» | - Интро/припев/первый куплет/аутро: RZA - Второй куплет: Inspectah Deck - Третий куплет: Method Man | RZA, Method Man        | - W. Watts Biggers — «Theme From Underdog» - Joe Tex — «Papa Was Too» - Andrea McArdle — «Tomorrow» - The Dramatics — «In the Rain» - Диалог из фильма «Палачи из Шаолиня»                      | 3:36           |
| 8   | «C.R.E.A.M.»                           | - Интро: Method Man и Raekwon - Припев: Method Man - Первый куплет: Raekwon - Второй куплет: Inspectah Deck - Голос на фоне: Buddha Monk | RZA                    | - The Charmels — «As Long as I’ve Got You» | 4:12           |
| 9   | «Method Man»                           | - Диалог перед песней: Method Man и Raekwon - Интро: GZA - Припев/куплеты: Method Man - Аутро: RZA и Ghostface Killah | RZA                    | - Bootsy Collins — «Disciples of Funk» - Lightnin’ Rod совместно с Kool & the Gang — «Sport» | 5:50           |
| 10  | «Protect Ya Neck»                      | - Интро: RZA и Method Man - Первый куплет: Inspectah Deck - Второй куплет: Raekwon - Третий куплет: Method Man - Переход: U-God - Интерлюдия: Method Man, Ol’ Dirty Bastard and RZA - Четвёртый куплет: Ol’ Dirty Bastard - Пятый куплет: Ghostface Killah - Шестой куплет: RZA - Седьмой куплет: GZA - Аутро: RZA, Method Man | RZA                    | - The J.B.’s — «The Grunt» - Диалог из фильма «Шаолинь и Удан» | 4:52           |
| 11  | «Tearz»                                | - Интро/первый куплет: RZA - Второй куплет: Ghostface Killah | RZA                    | - Wendy Rene — «After Laughter (Comes Tears)» - Уилсон Пикетт — «Get Me Back on Time, Engine #9» - Барбра Стрейзанд — «The Way We Were»                                                         | 4:17           |
| 12  | «Wu-Tang: 7th Chamber—Part II»         | (Те же, что и в «Wu-Tang: 7th Chamber») | RZA                    | - Ralph Vargas и Carlos Bess — «Make It Funky» | 6:09           |
| 13* | «Method Man» (Skunk Mix)               | - Припев/куплеты: Method Man | RZA                    | - Traditional Folk — «Going to Kentucky» - Jack Sheldon — «I’m Just a Bill» - Johnnie Taylor — «Disco Lady» - Melvin Bliss — «Synthetic Substitution»                                           | 3:12           |

(*) означает бонусный трек, доступный в международной версии альбома

## Чарты
| Чарт (1993)            | Высшая позиция |
| ---------------------- | -------------- |
| Billboard 200          | 41             |
| Top R&B/Hip-Hop Albums | 8              |

| Страна | Статус     | Продажи   |
| ------ | ---------- | --------- |
| США    | Платиновый | 1 000 000 |

| Песня                     | Чарт (1993)                        | Высшая позиция |
| ------------------------- | ---------------------------------- | -------------- |
| «Method Man»              | Billboard Hot 100                  | 69             |
| «Method Man»              | Hot R&B/Hip-Hop Singles & Tracks   | 40             |
| «Method Man»              | Hot Rap Singles                    | 17             |
| «Method Man»              | Hot Dance Music/Maxi-Singles Sales | 42             |
| Песня                     | Чарт (1994)                        | Высшая позиция |
| «C.R.E.A.M.»              | Billboard Hot 100                  | 60             |
| «C.R.E.A.M.»              | Hot R&B/Hip-Hop Singles & Tracks   | 32             |
| «C.R.E.A.M.»              | Hot Rap Singles                    | 8              |
| «C.R.E.A.M.»              | Hot Dance Music/Maxi-Singles Sales | 1              |
| «Can It Be All So Simple» | Hot R&B/Hip-Hop Singles & Tracks   | 82             |
| «Can It Be All So Simple» | Hot Rap Singles                    | 24             |
| «Can It Be All So Simple» | Hot Dance Music/Maxi-Singles Sales | 9              |

## Награды
- Информация взята с сайта AcclaimedMusic.net[38], кроме списков, для которых есть отдельные источники.
- (*) означает неранжированный список.

| Издание              | Страна         | Список                                                       | Год  | Позиция |
| -------------------- | -------------- | ------------------------------------------------------------ | ---- | ------- |
| About.com            | США            | 100 лучших хип-хоп альбомов                                  | 2015 | 6       |
| About.com            | США            | Лучшие рэп и хип-хоп альбомы 90-х                            | 2008 | 1       |
| About.com            | США            | 10 важнейших хип-хоп альбомов                                | 2008 | 5       |
| Blender              | США            | 500 дисков, которые стоит приобрести, прежде чем вы умрёте   | 2003 | *       |
| Blender              | США            | 100 величайших американских альбомов всех времён             | 2002 | 59      |
| CDNOW                | США            | 25 величайших хип-хоп альбомов 1980—1998 годов               | 1999 | 1       |
| Dance de Lux         | Испания        | 25 лучших хип-хоп записей                                    | 2001 | 5       |
| DJMag                | Великобритания | 50 самых влиятельных танцевальных альбомов с 1991 года       | 2006 | 38      |
| Ego Trip             | США            | 25 лучших хип-хоп альбомов 1980—1998 годов                   | 1999 | 1       |
| GQ                   | Великобритания | 100 самых крутых альбомов в мире                             | 2005 | 35      |
| The Guardian         | Великобритания | 1000 альбомов, которые стоит услышать, прежде чем вы умрёте  | 2007 | *       |
| Helsingin Sanomat    | Финляндия      | 50-я годовщина рока                                          | 2004 | *       |
| Juice                | Австралия      | 100 лучших альбомов 90-х                                     | 1999 | 40      |
| Les Inrockuptibles   | Франция        | 50 лет рок-н-ролла                                           | 2004 | *       |
| Les Inrockuptibles   | Франция        | 100 лучших альбомов 1986—1996                                | 1996 | 59      |
| Mojo                 | Великобритания | 100 лучших альбомов, выпущенных за время работы 1993—2006    | 2006 | 62      |
| Mojo                 | Великобритания | Mojo 1000, окончательный гид покупателя                      | 2001 | *       |
| Mojo                 | Великобритания | Коллекция Mojo, третье издание                               | 2003 | *       |
| Mucchio Selvaggio    | Италия         | 100 лучших альбомов десятилетия                              | 2002 | 1—20    |
| New Musical Express  | Великобритания | 100 лучших альбомов всех времён                              | 2003 | 82      |
| Nude as the News     | США            | 100 наиболее неотразимых альбомов 90-х                       | 1999 | 61      |
| Пол Морли            | США            | Слова и музыка, 5 × 100 лучших альбомов всех времён          | 2003 | *       |
| Pitchfork Media      | США            | Топ 100 любимых записей 90-х                                 | 2003 | 36      |
| Q                    | Великобритания | 90 лучших альбомов 90-х                                      | 1999 | *       |
| Record Collector     | Великобритания | 10 классических альбомов 21 жанра XXI века                   | 2000 | *       |
| Роберт Даймери       | США            | «1001 альбом, которые стоит услышать, прежде чем вы умрёте»  | 2005 | *       |
| Rock & Folk Magazine | Франция        | Лучшие альбомы с 1963 по 1999                                | 1999 | *       |
| Rock de Lux          | Испания        | 150 лучших альбомов 90-х                                     | 2000 | 25      |
| Rock de Lux          | Испания        | 200 лучших альбомов всех времён                              | 2002 | 178     |
| Rolling Stone        | США            | «500 величайших альбомов всех времён»                        | 2003 | 386     |
| Rolling Stone        | США            | 100 лучших альбомов 90-х                                     | 2010 | 29      |
| Rolling Stone        | США            | Важнейшие записи 90-х                                        | 1999 | *       |
| Rolling Stone        | Германия       | 500 лучших альбомов всех времён                              | 2004 | 453     |
| Select               | Великобритания | 100 лучших альбомов 90-х                                     | 1996 | 21      |
| Spin                 | США            | 90 лучших альбомов 90-х                                      | 2005 | 22      |
| Spin                 | США            | 100 лучших альбомов последних 20 лет                         | 2005 | 20      |
| Technikart           | Франция        | 50 альбомов прошедших 10 лет                                 | 1997 | *       |
| Том Мун              | США            | «1000 записей, которые стоит услышать, прежде чем вы умрёте» | 2008 | *       |
| The Source           | США            | 100 лучших рэп альбомов по версии The Source                 | 1998 | *       |
| The Sun              | Канада         | Лучшие альбомы с 1971 по 2000                                | 2001 | *       |
| Vibe                 | США            | 100 важнейших альбомов 20-го века                            | 1999 | *       |
| Vibe                 | США            | 51 важнейший альбом                                          | 2004 | *       |
| Visions Magazine     | Германия       | Важнейшие альбомы 90-х                                       | 1999 | 67      |